# Küçükdere
Küçükdere (türkisch für kleiner Bach) ist ein Dorf im Landkreis Denizli der gleichnamigen türkischen Provinz. Küçükdere liegt etwa 16 km nordöstlich der Provinzhauptstadt Denizli. Küçükdere hatte laut der letzten Volkszählung 658 Einwohner (Stand Ende Dezember 2010).